# Turégano
Turégano ist ein Ort und eine Gemeinde (municipio) mit 1.017 Einwohnern (Stand: 2024) in der zentralspanischen Provinz Segovia in der Autonomen Region Kastilien-León. Neben dem Hauptort Turégano besteht die Gemeinde aus den Ortschaften  La Cuesta, Aldeasaz, Berrocal und Carrascal.

## Lage und Klima
Turégano liegt in der kastilischen Meseta in ca. 935 m Höhe ungefähr 32 Kilometer (Fahrtstrecke) nordnordöstlich der Provinzhauptstadt Segovia. Das Klima ist gemäßigt bis warm; Regen (ca. 597 mm/Jahr) fällt mit Ausnahme der trockenen Sommermonate übers Jahr verteilt.

## Bevölkerungsentwicklung
| Jahr      | 1970 | 1981 | 1991 | 2001 | 2011 | 2021 |
| Einwohner | 1044 | 1212 | 1143 | 1096 | 1093 | 998  |

## Sehenswürdigkeiten

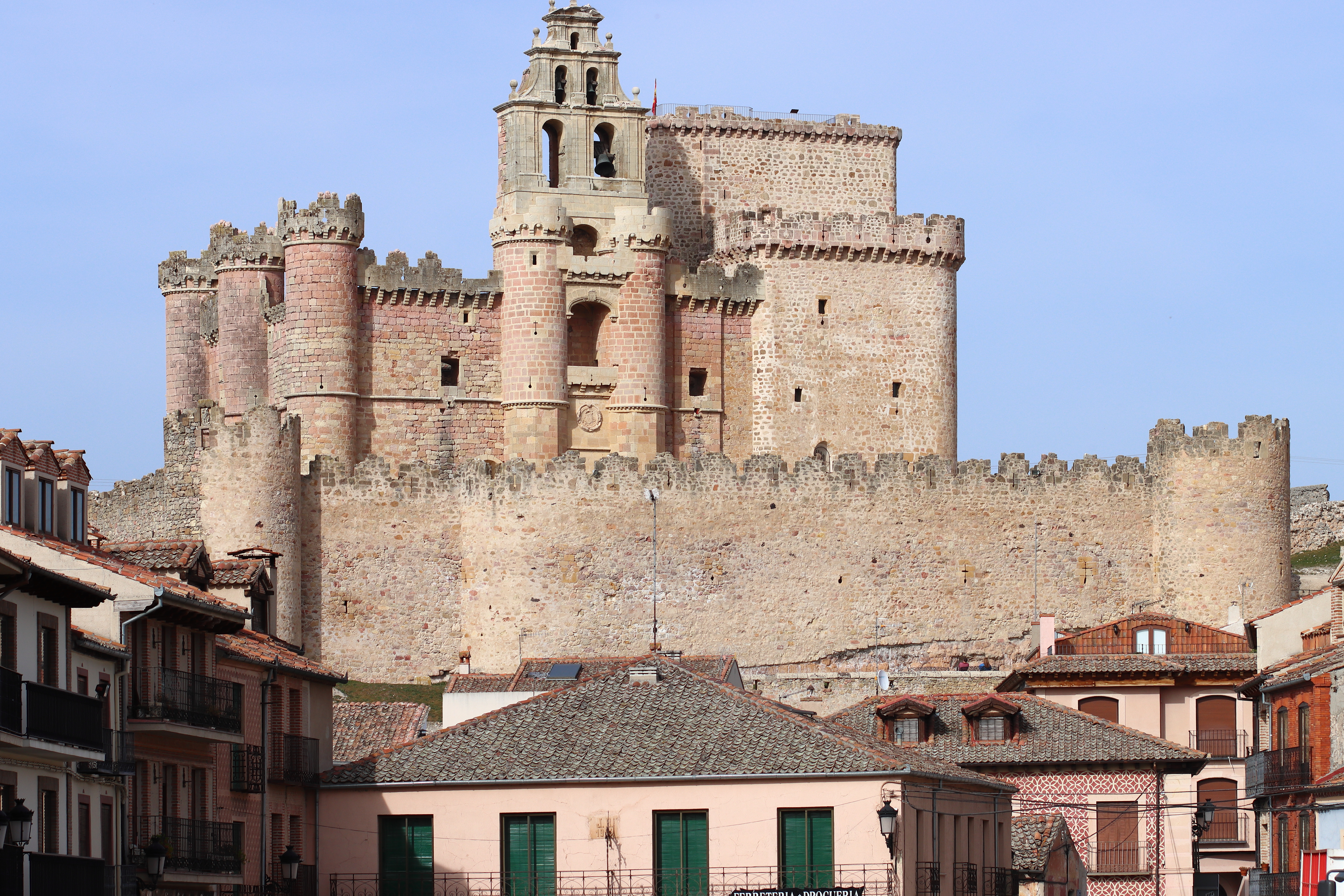
Burganlage
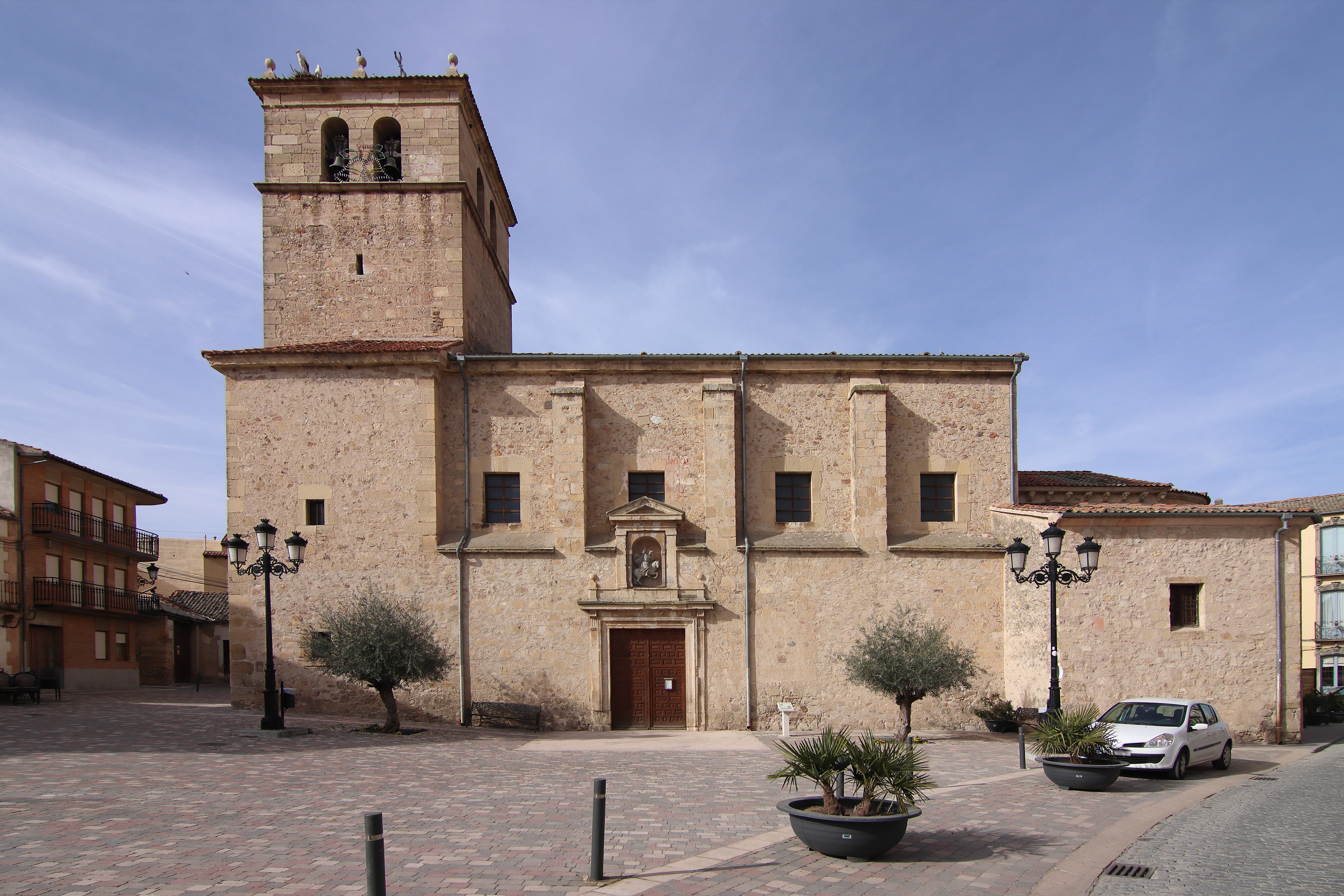
Jakobuskirche
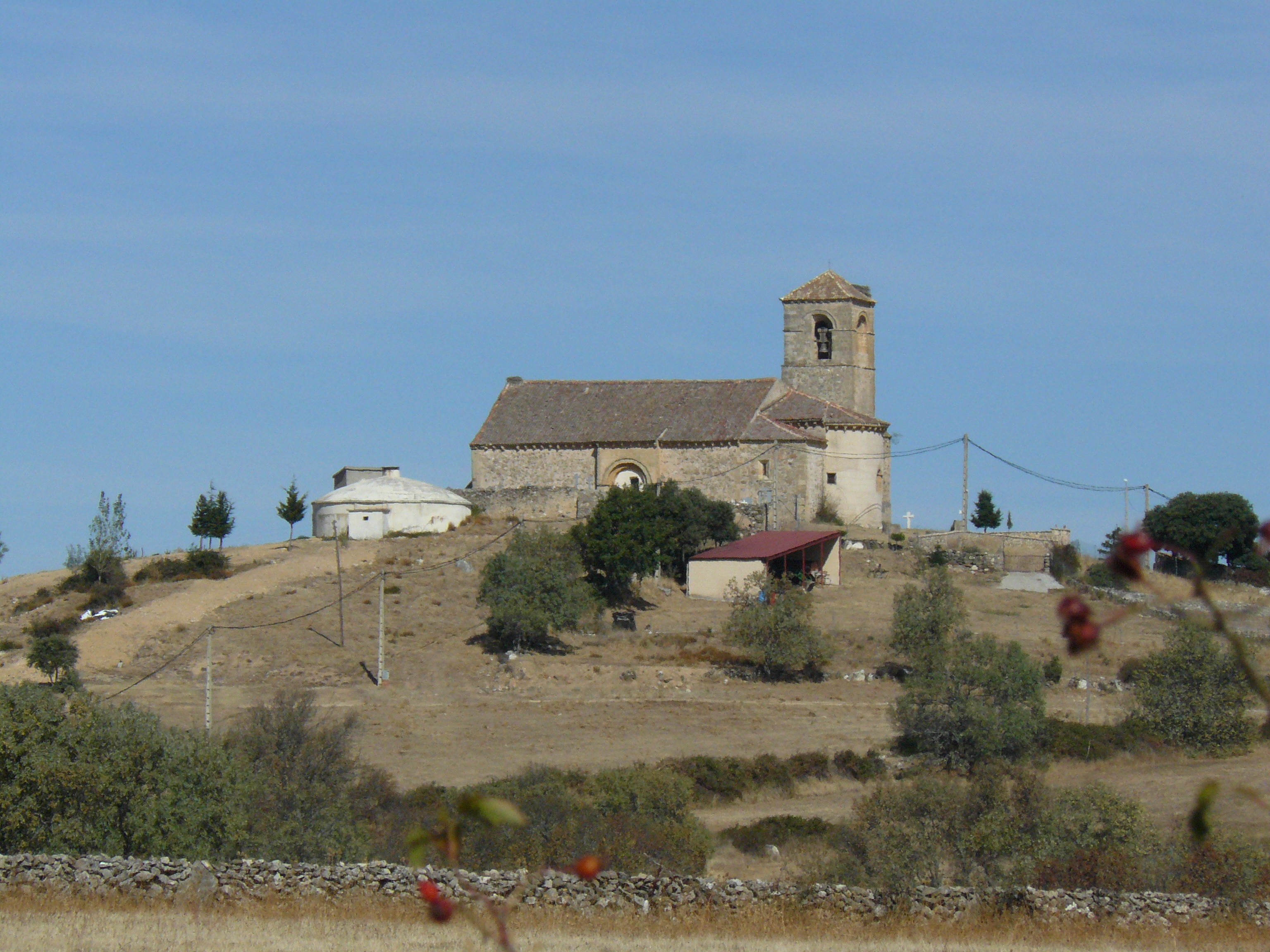
Christopheruskirche
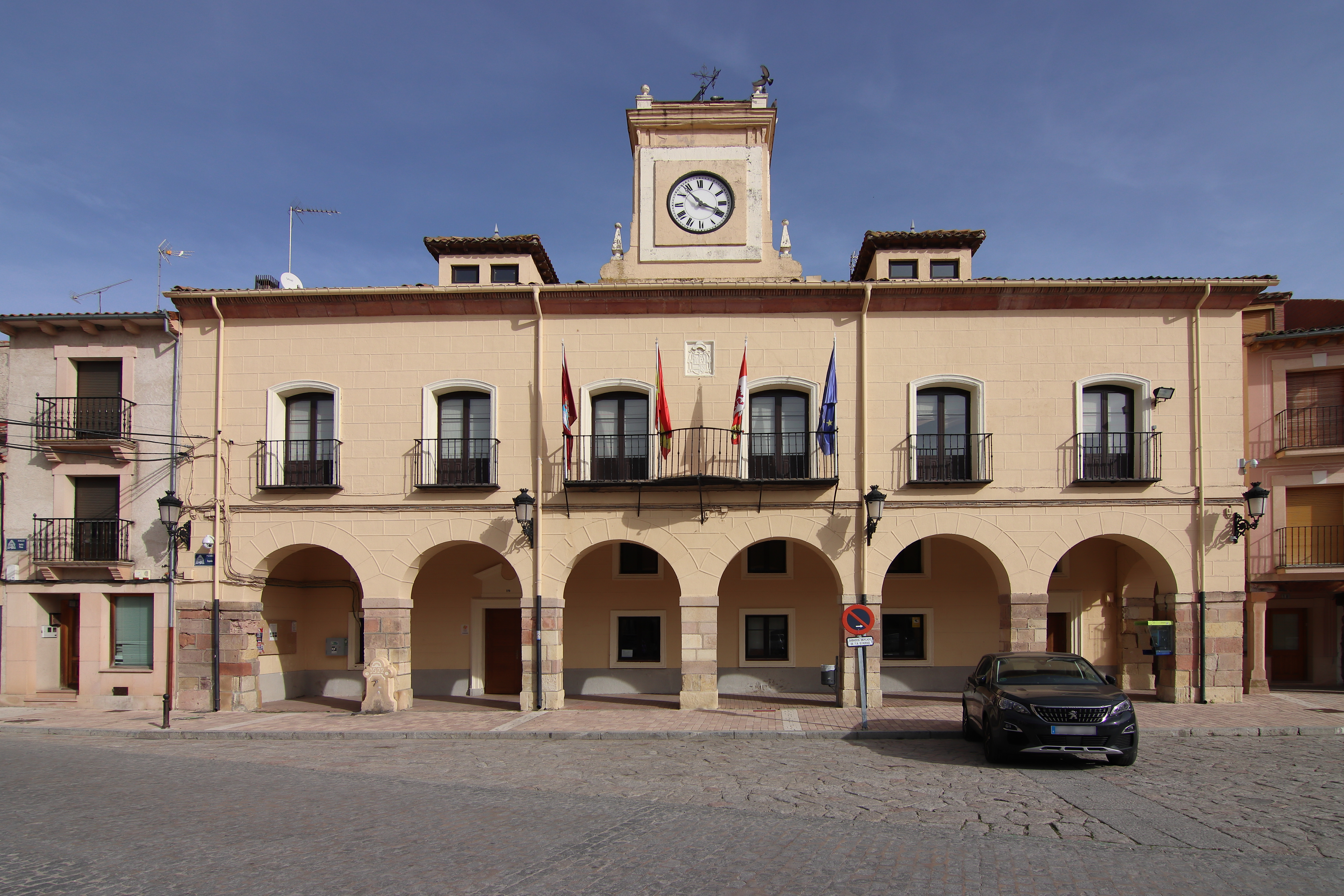
Rathaus

- Christopheruskirche in La Cuesta

- Burganlage
- Jakobuskirche
- Christopheruskirche
- Rathaus